# Dieter Wiedenmann
Dieter Benedikt Wiedenmann (født 23. april 1957 i Ulm, død 11. november 1994 i Karlsbad) var en tysk roer og olympisk guldvinder.
Wiedenmann roede dobbeltfirer i Ulmer RC Donau og udgjorde sammen med Albert Hedderich, Raimund Hörmann og Michael Dürsch en succesrig vesttysk besætning i slutningen af 1970'erne og første halvdel af 1980'erne. I denne periode vandt de en række medaljer ved internationale mesterskaber, idet de begyndelsen måtte se østtyskerne tage sig af topplaceringerne. Det gjaldt således i 1978, hvor Wiedenmann og hans båd vandt VM-bronze, i 1979, hvor de vandt VM-sølv, og i 1982, hvor de igen vandt sølv. I 1983 brød de imidlertid den østtyske dominans og blev verdensmestre, mens østtyskerne blev henvist til andenpladsen.
Ved OL 1984 i Los Angeles boykottede DDR sammen med andre østblok-lande legene, og derfor var den vesttyske båd storfavorit til guldet. De vandt da også deres indledende heat, men den australske båd vandt det andet heat i en tid ikke langt efter vesttyskernes. Finalen blev en tæt kamp mellem de to nationer, hvor australierne pressede vesttyskerne til det yderste, men Wiedenmann og resten af besætningen sikrede sig guldet med et forspring til australierne på andenpladsen på 0,43 sekund, mens Canada fik bronze mere end et sekund efter australierne.
Wiedenmann blev tysk mester i dobbeltfireren hvert år i perioden 1977-1984.
Wiedenmann var bankassistent af profession. Han døde som blot 37-årig af indre blødninger efter en operation.

## OL-medaljer
- 1984:  Guld i dobbeltfirer